# Pán prstenů: Návrat krále
Pán prstenů: Návrat krále je fantasy film z roku 2003 režírovaný Peterem Jacksonem a založený na třetím dílu Pána prstenů anglického spisovatele J. R. R. Tolkiena. Jde o třetí díl z filmové trilogie Pán prstenů, kterému předcházely filmy Společenstvo Prstenu (2001) a Dvě věže (2002).
Autorem hudby byl Howard Shore, ústřední píseň „Into the West“ nazpívala Annie Lennox.

## Děj
Film začíná před 500 lety v zemi mezi Mlžnými horami a Temným hvozdem. Déagól a Sméagól jsou spolu na rybách. Déagól spadne do řeky a najde v bahně prsten. Sméagól Déagóla zabije a prsten si vezme. Je vyhnán z vesnice a usídlí se v Morijských dolech. Kouzelný prsten mu dává dlouhověkost a postupně jej prsten, který Sméagól nazývá „Milášek”, změní v Gluma.

## Obsazení
- Elijah Wood v roli Froda Pytlíka, hobita, který pokračuje v plnění úkolu zničit Jeden prsten.
- Ian McKellen v roli Gandalfa Bílého, čaroděje, který jede pomoct mužům z Gondoru.
- Sean Astin v roli Samvěda Křepelky (Sama), přítele a společníka Froda.
- Viggo Mortensen v roli Aragorna, dědice Gondorského trůnu.
- Dominic Monaghan v roli Smíška, který se stane váženým pánem Rohanu.
- Billy Boyd v roli Pipina, který pohlédne do Palantíru a později se stane váženým pánem Gondoru.
- Orlando Bloom v roli elfského prince Legolase.
- John Rhys-Davies v roli trpaslíka Gimliho.
  - Také propůjčil hlas Stromovousovi, vládci entů.
- Andy Serkis v roli Gluma, původního majitele Prstenu (hlas a motion capture).
- Sala Baker hraje Saurona, Temného pána Mordoru.
- Bernard Hill v roli Théodena, vládce Rohanu, který se po výhře v bitvě o Helmův žleb chystá na bitvu na Pelennorských polích.
- Miranda Otto v roli Éowyn, Théodenovy neteře, která miluje Aragorna (ten ale její lásku neopětuje).
- Karl Urban v roli Éomera, Théodenova synovce.
- Hugo Weaving jako Pán Roklinky Elrond.
- Liv Tyler jako Arwen, Elrondova dcera, která se vzdá nesmrtelnosti pro lásku k Aragornovi.
- David Wenham jako Faramir.
- John Noble jako Denethor II., správce Gondoru, otec Faramira a zabitého Boromira.
- Paul Norell jako král mrtvých, prokletý velitel nemrtvých, od kterých Aragorn potřebuje pomoc.
- Lawrence Makoare jako Černokněžný král Angmaru, Pán nazgûlů, který vede útok Mordoru na Minas Tirith.
- Ian Holm jako Bilbo Pytlík, Frodův postarší strýc.
- Marton Csokas jako Celeborn, elfský vládce Lothlórienu.
- Cate Blanchettová jako Galadriel.
- Craig Parker jako Haldir, kapitán z Lothlórienu.
- Sean Bean jako Boromir, Faramirův bratr, jehož smrt se objeví ve flashbacku z konce Pána prstenů: Společenstvo prstenu.

## Ocenění
Dne 27. ledna 2004 byl film nominován na 11 Oscarů: za nejlepší film, režii, adaptovaný scénář, hudbu, píseň, vizuální efekty, výpravu a dekorace, návrh kostýmů, masky, střih zvukových efektů a střih. 29. února film získal ocenění za všechny tyto kategorie a stal se prvním filmem v historii, který proměnil všechny nominace.
Film získal také čtyři Zlaté glóby, pět cen BAFTA, dvě Filmové ceny MTV, dvě Ceny Grammy a devět Cen Saturn.
Pán prstenů: Návrat krále byl nejvýdělečnějším filmem roku 2003; za necelých deset týdnů překročily tržby hranici miliardy dolarů.
V recenzním agregátoru Rotten Tomatoes získal na základě 272 recenzí jen 93 %.

## Lokality
Exteriéry se natáčely od 22. prosince 2000 do 11. června 2001 a od 19. dubna do 27. června 2003 na Novém Zélandu (hora Ruapehu, poušť Rangipo, skály Putangirua Pinnacles). Filmová trilogie Pán prstenů výrazně zvedla novozélandské příjmy z turistického ruchu.

## Zajímavost
Ve filmu se objevilo rekordních 836 mrtvých.